# Војислављевићи
Војислављевићи су били српска средњовјековна династија, која је током 11. и 12. вијека владала над разним српским земљама, почевши од Дукље и Травуније, преко Захумља, до Босне и Рашке. Најзнаменитији владари из ове династије били су: кнез Стефан Војислав, који је ослободио земљу од византијске власти, његов син Михаило I, који је проширио државну власт и стекао краљевско достојанство и Михаилов син, краљ Бодин који је владао готово свим српским земљама, а претходно је као вођа великог словенског устанка против византијске власти (1072) био проглашен и за цара.
Током прве половне 12. вијека, династија је била оптерећена честим унутрашњим сукобима, што је довело до сужавања власти, губитка краљевске титуле и поновног јачања византијског утицаја у приморју. Последњи изданак династије, кнез Михаило III владао је уском приморском облашћу.
Након 1180. године, главну улогу у борби за протјеривање византијске власти из српског приморја преузео је сродник Војислављевића, српски велики жупан Стефан Немања, који је управу над приморским областима повјерио свом најстаријем сину Стефану Вукану. Тековине из вријемена династије Војислављевића неговане су и у држави Немањића, а некадашња држава Војислављевића је помињана и као старо, односно велико краљевство од прва.

## Историја
Династија Војислављевића је у историографији добила име по свом оснивачу, травунском кнезу Стефану Војиславу, који је био сродник светог Јована Владимира, владара Дукље. Када је Византија око 1018. године успоставила врховну власт над српским земљама, знатан део српског приморја потпао је под управу проширене Драчке теме. Око 1035. године, српски великаши са простора Травуније и Дукље подигли су устанак против византијске власти, а на челу устанка налазио се кнез Стефан Војислав, који је током наредних година успео да ослободи земљу, проширивши власт и на суседне области, чиме су постављени темељи за успон нове српске династије Војислављевића.
Стефана Војислава је око 1050. године наследио његов син Михаило I, који је проширио државну власт и стекао краљевско достојанство. Њега је 1081. године наследио син Бодин, који је као краљ владао од 1081. до око 1100. године. На врхунцу своје владавине, краљ Бодин је био господар готово свих српских земаља, од Дукље и Травуније, преко Захумља, до Босне и Рашке.
Након Бодинове смрти, око 1100. године, непрестане борбе за власт између његових насљедника знатно су ослабиле државу. У међувријемену је дошло до стварања новог државног центра у унутрашњости српских земаља, на челу са великим жупаном Вуканом, тако да се власт Војислављевића поново свела само на приморске области, док су великожупанском Србијом надаље владали Вукановићи.
Хронологија династичких сукоба међу Војислављевићима током прве половине 12. вијека позната је првенствено на основу вијести забиљежених у позном Љетопису попа Дукљанина, који поред поузданих података садржи и казивања која није могуће додатно провјерити, усљед недостатка историјских извора. Иако се на основу пронађеног печата зна да је Бодинов син Ђорђе био стварна историјска личност, хронологија његових долазака на власт и осталих збивања из поменутог периода позната је само на основу казивања из поменутог љетописа.
Средином 12. вијека, за вријеме владавине византијског цара Манојла I Комнина (1143-1180) дошло је до поновног успона византијске власти, која се проширила и на знатан дио српског приморја, тако да су посљедњи чланови династије Војислављевића владали као обласни кнезови, под врховном византијском влашћу. Посљедњи од њих, кнез кнез Михаило III владао је око 1186. године само уском приморском облашћу. У међувријемену, византијску власт је из српског приморја протјерао сродник Војислављевића, српски велики жупан Стефан Немања. Управу над приморским областима повјерио је свом најстаријем сину Стефану Вукану.
Историјске и политичке тековине из вријемена династије Војислављевића неговане су и у држави Немањића, а некадашња држава Војислављевића је у изворима из епохе Немањића помињана и као старо, односно велико краљевство од прва.

## Најзначајнији чланови династије
Потврђене историјске личности
- Кнез Стефан Војислав (око 1018 — око 1050)
- Краљ Михаило Војислављевић (око 1050—1081)
- Краљ Константин Бодин (1081—око 1100)
- Краљ Ђорђе Бодиновић (1114—1118, 1125—1131)
- Кнез Михаило III Војислављевић (око 1180—1186)
- Кнегиња Десислава (1186—1189)

Личности познате само из Летописа попа Дукљанина
- Кнегиња Неда (око 1043 — око 1046)
- Кнез Гојислав (око 1043 — око 1046)
- Краљица Јаквинта  (окрај 11. и почетак 12. вијека)
- Краљ Михаило II Војислављевић (1099—1102)
- Краљ Доброслав II (1099—1102, 1102)
- Краљ Кочапар (1102—1103)
- Краљ Владимир Војислављевић (1103—1114)
- Кнез Грубеша (1118—1125)
- Краљ Градихна (1131—1148)
- Кнез Радослав Градишнић (1146—1162)

## Видјети још
- Историја Срба у раном средњем вијеку
- Српске земље у раном средњем вијеку
- Историја Србије у средњем вијеку
- Историја Црне Горе
- Српско приморје
- Дукљани
- Травуњани
- Конављани
- Захумљани
- Неретљани
- Вишеславићи
- Властимировићи
- Белојевићи
- Вукановићи
- Немањићи